# Динис Алмейда
Динис да Коста Лима Алмейда (на португалски: Dinis da Costa Lima Almeida) е португалски футболист, който играе на поста централен защитник. Състезател на Лудогорец.

## Кариера
Роден в Еспосенде, в района на Брага, Алмейда завършва развитието си във Варзим. Неговият професионален дебют се случва през сезон 2013-14, като вкарва седем гола, помагайки на Жоане да завърши 5-и през редовния сезон в трета дивизия, но в крайна сметка отборът изпада.
След това Алмейда прекарва две години в испанската Сегунда Дивисион с Реус Депортиу. През лятото на 2016г. подписва с Монако и веднага бива изпратен под наем в Белененсеш, тогава част от португалската Примейра Лига. Той прави своя дебют в първенството на 27 август, появявайки се като смяна в 46-ата минута при победата като гост с 1–0 срещу Тондела. Неговият първи и единствен гол идва едва в четвъртия кръг, помагайки на гостите при поражението с 3–1 от Спортинг (Лисабон).
На 31 август 2017г.,все още част от Монако, е пратен под наем в Спортинг (Брага), като бива записан за техния Б отбор, тогава състезаващ се в Сегунда Лига. Подписва с Ксанти под наем за предстоящата кампания. Вкарва първия си гол за гръцкия клуб на 17 февруари 2019г. при равенството 1–1 като гост на АЕЛ Лариса.
На 2 септември 2019г. е обявен за ново попълнение на българския Локомотив (Пловдив). Първия си гол отбелязва на 13 септември 2019г. още при първия си мач за отбора при победата като гост на Царско село.

### Лудогорец
На 6 януари 2023 г. Алмейда подписва с Лудогорец.

## Успехи
Локомотив (Пловдив)
- Купа на България (1): 2020
- Суперкупа на България (1): 2020